# Zandobbio
Zandobbio – miejscowość i gmina we Włoszech, w regionie Lombardia, w prowincji Bergamo.
Według danych na styczeń 2009 gminę zamieszkiwało 2707 osób przy gęstości zaludnienia 419 os./1 km².